# Brooksburg
Brooksburg – miasto w Stanach Zjednoczonych, w stanie Indiana, w hrabstwie Jefferson.